# Немсадзе, Гулварди Хасановна
Гулварди Хасановна Немсадзе (1928 год, село Хуцубани, Аджарская АССР, ССР Грузия) — колхозница колхоза имени Ленина Хуцубанского сельсовета Кобулетского района Аджарской АССР, Грузинская ССР. Герой Социалистического Труда (1949).

## Биография
Родилась в 1928 году в крестьянской семье в селе Хуцубани Аджарской АССР (сегодня — Кобулетский муниципалитет). Окончила местную сельскую школу. Трудовую деятельность начала в годы Великой Отечественной войны на чайной плантации колхоза имени Ленина Кобулетского района с усадьбой в селе Хуцубани.
В 1948 году собрала 6058 килограмм чайного листа на участке площадью 0,5 гектара. Указом Президиума Верховного Совета СССР от 29 августа 1949 года удостоена звания Героя Социалистического Труда за «получение высоких урожаев сортового зелёного чайного листа и цитрусовых плодов в 1948 году» с вручением ордена Ленина и золотой медали «Серп и Молот» (№ 4667).
Этим же Указом званием Героя Социалистического Труда были также награждены труженицы совхоза имени Ленина Мерием Шукриевна Гогитидзе, Эмина Меджидовна Гогитидзе, Бесире Нуриевна Ногаидели, Этери Мамедовна Ногайдели, Мерико Мурадовна Мжанавадзе и Мерико Хасановна Отиашвили.
За выдающиеся трудовые результаты по итогам 1949 года была награждена вторым Орденом Ленина.
Проживала в родном селе Хуцубани Кобулетского района.
Награды
- Герой Социалистического Труда
- Орден Ленина — дважды (1949; 19.07.1950)